# InLegend
InLegend — немецкая рок-группа, основанная в 2010 году. Исполняет музыку в стиле, названном самими участниками «Hand-Hammered Piano Craft». Особенностью группы является отсутствие гитар, а их основные партии заменены на фортепиано.

## Описание
Стилистически песни Inlegend созданы под сильным влиянием хард-рока, однако, группа полностью отказалась от характерного для метал-группы гитарного звука. Вместо этого на переднем плане стоит фортепиано. Бастиан Эмиг описывает звучание как «Тори Амос на кокаине». В сопровождении агрессивной бас-бочки, ударного баса и фортепиано Эмиг создает тяжелые, быстрые композиции с запоминающимися мелодиями. Помимо металлических влияний, звук также содержит элементы из классической музыки, рока и альтернативы.

## История

### Основание группы и первый EP
Бастиан Эмиг, ещё до вступления в Van Canto, во время учёбы и в ходе годичного пребывания в Китае написал первые композиции для проекта, из которого впоследствии получилась группа InLegend. По его словам, он играл в разных группах на ударных, но, в частности, в его молодежной группе Jester's Funeral, ему всегда приходилось объяснять гитаристам свои идеи с помощью фортепиано, так как сам он так и не освоил гитару. В результате стиль музыки InLegend стал называться Hand-Hammered Piano Craft. 

Ограниченный 500 копиями мини-альбом «Pandemonium» был первым звуковым знаком жизни группы. Он был записан в сотрудничестве с продюсером Charlie Bauerfeind, с которым Бастиан познакомился во время прошлых совместных работ с Van Canto. Чарли сильно повлиял на Эмига в плане музыки. Релиз EP состоялся во время первого тура группы на разогреве у Van Canto, 1.05.2010, совпав с датой открытия официального сайта группы, и сразу был доступен для свободного скачивания.

### Дебютный альбом Ballads’n’Bullets и контракт с SPV Records
В декабре 2010 года дебютный альбом был записан и сведен. Затем последовал контракт с лейблом SPV Records. Ballads’n’Bullets был выпущен 20 мая 2011 года. Среди 14 песен четыре были на Pandemonium EP. Шанс услышать альбом был представлен с помощью специально запрограммированного потокового приложения на Facebook, где песни можно было разблокировать и прослушать. 

Группа провела два тура в поддержку альбома (в списке стран также были Швейцария и Нидерланды), и играла на нескольких фестивалях в качестве хедлайнера. Кроме того, для четырёх песен альбома («Pandemonium», «Vortex», «Soul Apart» и «Universe») были сняты клипы. Особенностью здесь была идея создания «YouTube DVD», в котором все песни альбома предстали либо в сопровождении профессионального видео, либо самодельного видео-слайд-шоу. Все это — беспрецедентный и уникальный мультимедийный проект, который также имеет собственноручно разработанный группой экран меню.

### Второй альбом Stones at Goliath и смена состава
С конца 2012 до лета 2013 InLegend были заняты записью второго альбома. Альбом, получивший название «Stones at Goliath», будет записан при участии клавишника Emergency Gate Даниэля Шмидле, в 2011 году вошедшего в состав группы. Альбом будет характеризоваться совершенно иным звучанием. В дополнение к своим обычным инструментам, ребята включили в запись скрипку, виолончель (в исполнении Benni Cellini, участника немецкой группы Letzte Instanz), звуки органа, синтезаторы, реальный Gospel-хор, а также гостевую певицу (Laura Vargas из чилийской хеви-метал группы Sacramento). Из 45 композиций в конце концов были записаны 20. Группа планирует выпустить альбом осенью 2014, а затем устроить небольшой тур. В марте и апреле 2014 у поклонников группы была возможность послушать некоторые песни во время специально устроенного предпрослушивания. 

В июне 2014 года InLegend объявили на Facebook, что басист Даниэль Вике и барабанщик Деннис Отто покинули группу. Их заменили Пауль Перледжевски и Маркос Феминелла. Также на борту группы появился третий пианист Даниэль Галмарини. 

26 сентября была открыта Краудфандинг-кампания, в которой каждый желающий мог оформить предзаказ альбома, тем самым вкладывая деньги в его релиз. Кроме физических и цифровых копий альбома, в продаже были доступны и другие вещи, связанные с группой. В этот же день общественности предстал новый клип на песню «Envoys of Peace». 

Группа достигла своей цели за пять дней. 5 ноября вышел второй клип «To New Horizons», ознаменовав собой достижение 200 % кампании. Третий клип, а по совместительству и сингл, «King of Apathy», был опубликован 7 декабря. 

В середине декабря группа представила новый материал на трех концертах в Гамбурге, Бохуме и Франкфурте, совместно с Van Canto и берлинским хором Stimmgewalt. Затем, 30 декабря, последовал сольный концерт в Бамберге.

«Stones at Goliath» вышел 9 января 2015. На момент закрытия краудфандинг-кампании была достигнута цифра в 382 %. В альбом вошло 14 песен и один бонус-трек — «Wide Awake». 

9 февраля свет увидел четвёртый клип, на песню Empty Place, снятый в сотрудничестве с Sea Shepherd, организацией, занимающейся охраной морских животных.

## Состав

### Нынешние участники
- Бастиан Эмиг — фронтмен, вокал, фортепиано (с 2010)
- Даниэль Шмидле — клавитара, фортепиано (с 2011)
- Даниэль Галмарини — фортепиано (с 2014)
- Пауль Перледжевски — бас-гитара (с 2014)
- Маркос Феминелла — ударные (с 2014)

### Бывшие участники
- Даниэль Вике — бас-гитара (2010—2014)
- Деннис Отто — ударные (2010—2014)

## Дискография
1. Pandemonium EP (2010)
2. Ballads’n’Bullets (2011)
3. Stones at Goliath (2015)

## Видеография
1. «Pandemonium» (2010)
2. «Vortex» (2011)
3. «Soul Apart» (2012)
4. «Universe» (2012)
5. «Envoys of Peace» (26 сентября 2014)
6. «To New Horizons» (6 ноября 2014)
7. «King of Apathy» (7 декабря 2014)
8. «Empty Place» (8 февраля 2015)